# Jean Vercoutter
Jean Vercoutter (Lambersart, 10 de enero de 1911 – París, 16 de julio de 2000) fue un egiptólogo y profesor universitario francés, uno de los pioneros de los trabajos arqueológicos en Sudán (1953), fue director del Instituto Francés de Arqueología Oriental (IFAO) (1977-1981).

## Biografía
Vercoutter asistió a la Académie Julian para aprender pintura, pero pronto se interesó por la egiptología. En 1939 se graduó en la Cuarta sección de la École Pratique des Hautes Études con una tesis sobre los objetos funerarios en el Antiguo Egipto y se le nombró residente en IFAO. Participó en las excavaciones en Karnak y dirigió las excavaciones en El-Tod.
Cuando regresó a Francia se integró en el Centro Nacional para la Investigación Científica (1949-1955). Durante todos esos años, estudió e investigó sobre los egipcios y su relación con las culturas prehelénicas, proporcionando firmes conclusiones para sostener la tesis sobre la relación entre dos de las grandes civilizaciones del mundo antiguo en el Egeo, la faraónica y la micénica (L'Égypte et le monde égéen préhellénique, 1953). Fue nombrado profesor de la Universidad de Lille en 1960 y fue uno de los pioneros en la investigación arqueológica en Sudán. Entre 1960 y 1964 concentró sus estudios en Kor y Aksha, donde ya había estado en 1953 y donde abandonó la zona por las amenazas recibidas durante la construcción de la nueva presa de Asuán. Trabajó en las excavaciones del templo de Ramsés II, un cementerio Meroe, en la isla de Sai, así como otras zonas de enterramientos. Dirigió el Instituto Francés de Arqueología Oriental, fue miembro de la Academia de Inscripciones y Lenguas Antiguas y permaneció activo hasta su fallecimiento. Donó sus archivos personales a la Universidad Charles de Gaulle - Lille III

## Publicaciones
- Con Cyril Aldred, J.L. Cenival, F. Debono, Christiane Desroches Noblecourt, Jean-Philippe Lauer y Jean Leclant, Le temps des pyramides, L'univers des formes, Gallimard, París, 1978.
- Con Ch. Desroches Noblecourt, Un siècle de fouilles françaises en Égypte 1880-1980, libro de la exposición realizada en Tokio y París con ocasión del centenario de la escuela de El Cairo (IFAO) 1981.
- Essai sur les relations entre Égyptiens et pré-hellènes, n°6, L'orient ancien illustré, A. Maisonneuve, París, 1954.
- L'Égypte et le monde égéen pré-hellénique, étude critique des sources Égyptiennes du début de la Dynastie égyptienne XVIIIe à la fin de la XIXe dynastie égyptienne, n°22, BdE, IFAO, El Cairo, 1956.
- L'Égypte ancienne, Que sais-je?, n°247, PUF, París, 1960, 1982.
- Institut français d'archéologie orientale du Caire, Livre du Centenaire (1880-1980), n°104, MIFAO, El Cairo, 1980.
- Les Affamés d'Ounas et le changement climatique de la fin de l'Ancien Empire, MGEM, IFAO, El Cairo, 1985.
- À la recherche de l'Égypte oubliée, colección « Découvertes Gallimard » (n.º 1), Gallimard, París, 1986, 1988, 1991, 1998, 2000 y 2007.
  - Trad. al español Egipto, tras las huellas de los faraones, colección «Aguilar Universal» (n.º 1), Madrid: Aguilar, S. A. de Ediciones, 1989.
  - Trad. al español Egipto, tras las huellas de los faraones, colección «Biblioteca de bolsillo CLAVES» (n.º 4), Barcelona: Ediciones B, 1997.
- L'Égypte et la vallée du Nil, des origines à la fin de l'ancien empire 12000-2000 Av. J.-C., Nouvelle Clio, PUF, París, 1992.
- Le déchiffrement des hiéroglyphes égyptiens 1680-1840, pp. 579–586, The Intellectual Heritage of Egypt, Budapest, 1992.
- La fin de l'Ancien Empire: un nouvel examen, Vol. 2, pp. 557–562, Atti del VI Congresso Internazionale di Egittologia, Turín, 1993.
- Les barrages pharaoniques. Leur raison d'être, pp. 315–326, Les problèmes institutionnels de l'eau en Égypte ancienne et dans l'Antiquité méditerranéenne, IFAO, El Cairo, 1994.
- Étude des techniques de construction dans l'Égypte ancienne, 3, la décoration des parois, son principe et les dangers d'équivoques qu'elle peut entraîner en ce qui concerne la datation des édifices, MGEM, IFAO, El Cairo, 1985.